# Amr Zaki
Amr Hassan Zaki, född 1 april 1983 i Mansura, Egypten, är en egyptisk före detta fotbollsspelare. 
Den 16 augusti 2015 meddelade han via twitter att han avslutar sin karriär som fotbollsspelare. Han har spelat 64 landskamper för Egyptens fotbollslandslag.